# Antemiolo
Antemiolo (en latín, Anthemiolus) fue un militar romano occidental que sirvió bajo Antemio. Es conocido, únicamente, por haber participado en una campaña contra los visigodos en el sur de la Galia durante el año 471.

## Familia
Era hijo del emperador Antemio y de su esposa Marcia Eufemia. Por parte de madre, era nieto del emperador de Oriente, Marciano. Probablemente nació alrededor del año 450 en Constantinopla donde vivían sus padres. Tuvo una hermana, Alipia (quien sería la esposa de Ricimero) así como tres hermanos: Marciano, Procopio Antemio y Rómulo. Se trasladaría a Roma con su padre al ser este nombrado emperador de Occidente en el año 467.

## Campaña en la Galia
La campaña militar en la que participó Antemiolo se enmarca dentro de la reacción del gobierno de Rávena ante la expansión visigoda durante la última década de existencia del Imperio romano de Occidente. Bajo su rey Eurico, habían comenzado a extender sus dominios desde el área del río Garona buscando dominar la mayor parte de la Galia.
En el año 471 Eurico sitió Arlés (Arelate) que era la capital de la prefectura. Rávena organizó, entonces, un ejército que envió para intentar liberar la ciudad. Este iba comandado por Antemiolo, Torisario, Everdingo y Hermiano.
Los visigodos salieron al encuentro del ejército romano y se enfrentaron a ellos en algún lugar al este del río Ródano. La batalla se saldó con una estrepitosa derrota de las fuerzas imperiales y ninguno de los cuatro comandantes consiguió sobrevivir.
Esta campaña fue el último intento del Imperio occidental por recuperar la Galia. Limitado, entonces, su territorio a Italia y Dalmacia, desaparecería como entidad política cinco años más tarde, en el 476.